# Pedrosillo de Alba
Pedrosillo de Alba és un municipi de la província de Salamanca a la comunitat autònoma de Castella i Lleó.

## Demografia
| 1991 | 1996 | 2001 | 2004 |
| ---- | ---- | ---- | ---- |
| 333  | 291  | 235  | 224  |